# Teatr Andon Zako Çajupi w Korczy
Teatr Andon Zako Çajupi w Korczy (alb.: Teatri "Andon Zako Çajupi") – jedna z najważniejszych scen teatralnych Albanii, która rozpoczęła działalność w 1951 w Korczy. Powstał jako trzecia scena zawodowa Albanii, po teatrach w Tiranie i Szkodrze.

## Historia
Tradycje amatorskiego ruchu teatralnego w Korczy sięgają roku 1920, kiedy to działacze miejscowego stowarzyszenia Perparimi (Postęp) zaprezentowali sztukę Fe dhe kombesi (Wiara i narodowość) Kristo Floqiego. 
Po II wojnie światowej bardzo aktywne było w Korczy środowisko aktorów-amatorów. W 1951 dołączyła do nich grupa dziesięciu aktorów zawodowych, tworząc pierwszą scenę profesjonalną w Korczy. Część aktorów działała już w latach 30. w ruchu amatorskim (Vangjel Grabocka, Dhimitër Trajçe, Aleko Skali). Do nich dołączyli przedstawiciele młodszego pokolenia - Pandi Raidhi, Krisanthi Kotmilo, Antoneta Vodica, Qefsere Trako i Vani Trako. Pierwszym reżyserem korczańskiego zespołu został Sokrat Mio, a jego brat Vangjush - pierwszym scenografem. Pierwszą sztuką wystawioną na deskach teatru był dramat Rozłam (Разлом) Borisa Ławrieniowa.  W pierwszych latach w repertuarze teatru dominowały komedie, a także klasyka (Molier, Gogol). W 1956 zespół zaprezentował po raz pierwszy sztukę albańską - Kwiat pamięci (Lulja e kujtimit) Foqiona Postoliego.
W 1960 głównym reżyserem teatru został absolwent moskiewskiej GITIS - Piro Mani. Dzięki niemu w repertuarze pojawiły się sztuki Arthura Millera i George'a Bernarda Shawa. Zmiana repertuaru przyniosła zespołowi z Korczy w latach 1962-1964 nagrody na Festiwalu Teatru Albańskiego w Tiranie. Katastrofalną datą w dziejach teatru był rok 1969. Dramat Szare plamy (Njollat e murme) Minusha Jero, wystawiony przez zespół z Korczy został skrytykowany przez władze partyjne, a ofiarą czystki w środowiskach twórczych padł reżyser Mihallaq Luarasi i grupa aktorów.
W latach 90. wskutek problemów finansowych liczebność zespołu uległa zmniejszeniu, a w repertuarze pojawiały się głównie komedie i farsy. Od 2000 teatr w Korczy organizuje międzynarodowy festiwal teatralny, na którym prezentowane są sztuki komediowe. Obecnie w skład zespołu wchodzi 24 osoby, w tym 12 aktorów. Obecny budynek teatru, wzniesiony w 1971 znajduje się w centrum miasta, przebudowany w 2016 może pomieścić 500 widzów. Dyrektorem teatru od 2006 jest aktorka Zamira Kita.
Od 2014 w budynku teatru odbywa się coroczny międzynarodowy festiwal komediowy KOKO Fest. W czerwcu 2020 z uwagi na epidemię COVID-19 Teatr Andon Zako Çajupi wystawiał swoje spektakle w plenerze, na dziedzińcu Muzeum Edukacji w Korczy. Pierwszą sztuką, którą zaprezentowano publiczności w internecie była komedia “Pas vdekjes" Andona Zako Çajupiego.